# Белое Озеро (Башкортостан)
Бе́лое О́зеро (баш. Аҡ Күл) — село в Гафурийском районе Башкортостана, административный центр Белоозерского сельсовета. Согласно переписи 2020 года население составляло 1217 человек.

## История
Основан как посёлок при одноименной станции в 1934 г. на железнодорожной ветке Дёма — Ишимбаево (сейчас Уфа — Оренбург), проложенной в связи с разработкой Ишимбайского месторождения нефти.
До 10 сентября 2007 года называлось Селом станции Белое Озеро.

## Население
| 2002 | 2009  | 2010  |
| ---- | ----- | ----- |
| 1454 | ↗1541 | ↘1325 |

## Географическое положение
Расстояние до:
- районного центра (Красноусольский): 25 км,
- ближайшей ж/д станции (Белое Озеро): 0 км.

В селе расположена одноимённая железнодорожная станция. Имеется ежедневное пассажирское сообщение со станциями Стерлитамак, Уфа и Карламан.

## Религия
В селе есть православная церковь Собора белозерских святых и мечеть «Эль-Зифа».